# Yui Ishikawa

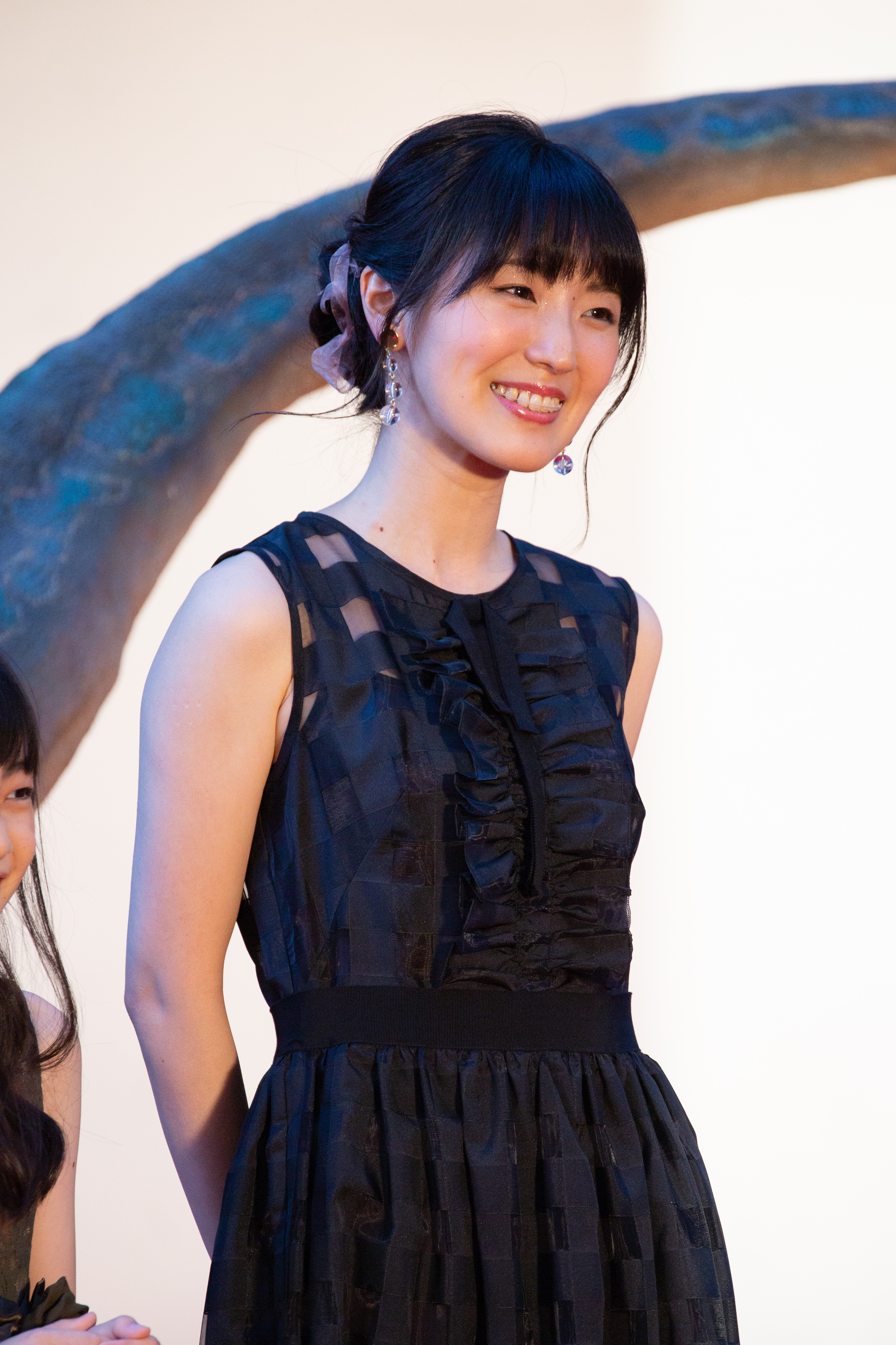
Yui Ishikawa

Yui Ishikawa (jap. 石川 由依 Ishikawa Yui; * 30. Mai 1989 in Hyōgo) ist eine japanische Synchronsprecherin (Seiyū). Sie gehörte bis zum 30. April 2019 der Agentur Sunaoka Office an. Bevor Yui Ishikawa ihre Karriere als Synchronsprecherin startete, arbeitete sie als Schauspielerin.

## Filmografie

### Anime
2007
- Heroic Age als Dhianeila Y Leisha Altoria Ol Yunos

2009
- Darker than Black: Gemini of the Meteor als Tanya

2013
- Attack on Titan als Mikasa Ackerman
- Gundam Build Fighters als China Kousaka
- Pokémon Origins als Reina

2014
- Aikatsu! als Hinaki Shinjo
- Attack On Titan Movie Guren no Yumiya als Mikasa Ackerman
- Bonjour♪Sweet Love Patisserie als Sayuri Haruno[3]
- Yu-Gi-Oh! Arc-V als Reira

2015
- Attack on Titan: Junior High als Mikasa Ackerman
- Sōkyū no Fafunā – Exodus als Mimika Mikagami
- Owari no Seraph als Shigure Yukimi
- Yu-Gi-Oh! Arc-V als Olga

2018
- Violet Evergarden als Violet Evergarden
- Devils’ Line als Tsukasa Taira
- Cells at Work! als Rookie Red Blood Cell

2019
- Kemono Friends 2 als Kyururu
- Assassins Pride als Elise Angel

2020
- Smile Down the Runway	als Honoka Tsumura

2023
- The Masterful Cat Is Depressed Again Today als Saku Fukuzawa

### Original Video Animation (OVA)
- Attack on Titan als Mikasa Ackerman
- Violet Evergarden: Special als Violet Evergarden

### Computerspiele
- Sword Art Online: Hollow Fragment (2014) als Filia
- Fire Emblem If (2015) als Rinkah
- Nier Automata (2017) als 2B
- Azur Lane (2017) als Enterprise

## Auszeichnungen
| Jahr | Auszeichnung     | Kategorie               | Resultat |
| ---- | ---------------- | ----------------------- | -------- |
| 2014 | 8th Seiyu Awards | Beste Nebendarstellerin | Gewonnen |